# Osamu Maeda
Osamu Maeda (n. 5 septembrie 1965) este un fost fotbalist japonez.

## Statistici
| Japonia | Japonia | Japonia |
| An      | Meciuri | Goluri  |
| ------- | ------- | ------- |
| 1988    | 5       | 1       |
| 1989    | 9       | 5       |
| Total   | 14      | 6       |